# Leptobrachium kanowitense
Leptobrachium kanowitense es una especie de anfibio anuro de la familia Megophryidae.

## Distribución geográfica
Esta especie es endémica de Sarawak en el este de Malasia.

## Etimología
El nombre de su especie, compuesto por kanowit y el sufijo latín -ense, significa "que vive, que habita", y le fue dado en referencia al lugar de su descubrimiento, la ciudad de Kanowit.

## Publicación original
- Hamidy, Matsui, Nishikawa & Belabut, 2012 : Detection of cryptic taxa in Leptobrachium nigrops (Amphibia, Anura, Megophryidae), with description of two new species. Zootaxa, n.º 3398, p. 22-39.[4]